# ポール・ヴァンス
ポール・ヴァンス（Paul Vance、本名不明、生年月日不明）は、1980年代にフィリピンで製作されたアクション映画で活躍した俳優、脚本家、配役監督。
パット・ヴァンス(Pat Vance)とクレジットされることもあり、脚本家としてはポール・ヴァン(Paul Van)またはパット・ヴァン(Pat Van)とクレジットされることがある。

## 来歴

### 俳優としてのキャリア
1983年のフィリピン映画『フラメンタード』(未ソフト化)辺りから出演が確認され、同年の『マッド・ドッグ2』(未ソフト化)からは香港系のシルヴァー・スター・フィルム社作品を中心に出演した。主に脇役俳優で、眼鏡をかけた知的な役どころが多かったが、『明日なき最前線/スラッシュ』(1984年/未/ビデオ)や『ローンウルフ/怒りの戦場』(1986年/未/ビデオ)の裏切り者や『コマンドー・インベイジョン』(1985年/未/ビデオ)の主人公を疑惑視する汚れ役も演じた。その後、ベトナム戦争物『ジャングル・ラッツ』(1987年/未/ビデオ)の捕虜役を最後に出演が途絶えている。また、意外にもシリオ・H・サンティアゴ監督への出演は少なく、『未来戦士/スレイド』(1986年/未/ビデオ)のクレジットなしの殆どエキストラの端役くらいなものである。

### 脚本家として
フィリピンで活動する俳優のドン・ゴードン・ベルと共同執筆したベトナム戦争物『野獣戦線/オメガ・コマンドー』(1984年/未/ビデオ)辺りから脚本家として活動を開始し、シルヴァー・スター・フィルム社の『明日なき最前線/スラッシュ』(1984年/未/ビデオ)、『ダブル・ファイター/復讐の戦士』(1985年/未/ビデオ)、『コマンドー・インベイジョン』(1985年/未/ビデオ)、『SFXリタリエーター』(1988年/未/ビデオ)ではロッド・デーヴィーズらと共同で手掛けた。

### 配役監督として
配役監督としては『炸裂！復讐のヒーロー』(1986年/未/ビデオ)があり、マイク・モンティー、ニック・ニコルスン、デーヴィッド・アンダースン、ロニー・パタースン、スティーヴ・ロジャースらこの手の作品の常連が集結している。

### フィルモグラフィ
(俳優としての出演作品のみ)
1983年『フラメンタード』(未ソフト化)、『マッド・ドッグ2』(未ソフト化)、『トルネード』(未/ビデオ)(クレジットなし)
1984年『戦慄のマッド軍団Ｗ』(未/ビデオ)、『マッド・ウォリアーズ/爆裂未来都市2000年』(未/ビデオ)､『プラトーン・コマンド/地獄のレクイエム』(未/ビデオ)､『明日なき最前線/スラッシュ』(未/ビデオ)、『ニンジャ・フォース』(未/ビデオ)(クレジットなし)、『モンテンルパ』(未ソフト化)
1985年『ダブル・ファイター/復讐の戦士』(未/ビデオ)(クレジットなし)、『ニンジャウォリアーズ』(未/ビデオ)、『コマンドー・インベイジョン』(未/ビデオ)
1986年『ローンウルフ/怒りの戦場』(未/ビデオ)、『ジャングル・ウルフ/皆殺しの挽歌』(未/ビデオ)、『バトル・ウォーズ』(未/ビデオ/テレビ放映)、『未来戦士/スレイド』(未/ビデオ)(クレジットなし)、『脱獄1958年』(未ソフト化)、『炸裂！復讐のヒーロー』(未/ビデオ)
1987年『タフ・コップ/マイアミ・コネクション』(未/ビデオ)、『ジャングル・ラッツ』(未/ビデオ)